# Tom Shale
Thomas Augustine Shale (Bilston, 10 de setembro de 1864 — Brighton, 24 de junho de 1953) foi um ator cômico britânico, que apareceu nos filmes, teatro, pantomima e vaudeville durante o final do século XIX e início do XX.
Seus filmes incluem The Night Porter (1930), Never Trouble Trouble (1931) e The Good Companions (1933).
Seu irmão Edward Shale (1861-1926), era um diretor de cena com sede em Londres há mais de 20 anos.